# 松峰教會
松峰教会（日語：まつがみねきょうかい）是位於栃木縣宇都宮市基督教（天主教會）教會的教堂。是大谷石建築，也是目前現存最大的羅馬復興樣式建築，在1998年登錄為日本的國家登录有形文化财。

## 歴史
- 1888年 - 巴黎外方傳教會 卡迪哈克神父（Hippolyte Louis Cadilhac）在川向町創立了宇都宮天主公教會。
- 1932年11月20日 - 現在的聖堂竣工，在11月23日舉行獻堂式。建築設計是當時住在橫濱的瑞士建築師Max Hinder所負責。工程建造則是由宮内初太郎（施工）和安野半吾（石工棟梁）負責。
- 1945年7月12日 - 因太平洋戰爭受到美軍空襲而受損。
- 1998年12月11日 - 建築物登錄為國家登录有形文化财。

## 註腳
1. ↑  大谷石是一種輕石凝灰岩，可在日本栃木縣宇都宮市北西方的大谷町一帶開採，主要作為建材使用。
2. ↑  カトリック松が峰教会[] 文化遺産オンライン

## 外部連結
- 天主教松峰教会 （页面存档备份，存于）